# 天柱增四
天龍座75，又名BD+80 659，HD 196787、SAO 3408、HR 7901，是天龍座的一颗恒星，视星等为5.46，位于銀經114.41，銀緯23.36，其B1900.0坐标为赤經20h 34m 31.5s，赤緯+81° 23.36′ 50″。